# Gnathonemus
Gnathonemus es un género de peces elefantes africana de la familia Mormyridae endémico de Angola, Congo, Burundi, Kenia, Tanzania, Camerún, Nigeria y Zambia.
De acuerdo a su morfología, puede agruparse dentro del grupo de «peces elefante» —junto al Campylomormyrus y Mormyrus— que poseen una boca de extensión particularmente prominente, por lo que se les llama popularmente «peces de nariz de elefante»; dicha extensión usualmente consiste en un alargamiento carnoso flexible unido a la mandíbula inferior y está equipada con sensores de tacto y probablemente de gusto.
De acuerdo a la IUCN, su estado de conservación puede catalogarse en la categoría de «menos preocupante (LC o LR/lc)» para todas sus especies, salvo para el Gnathonemus barbatus que presenta «Datos insuficientes (DD)».

## Especies
- Gnathonemus barbatus (Poll, 1967).
- Gnathonemus echidnorhynchus (Pellegrin, 1924).
- Gnathonemus longibarbis (Hilgendorf, 1888).
- Gnathonemus petersii (Günther, 1862). (Pez nariz de elefante de Peters o pez elefante)